# کاترین اسکینر
کاترین اسکینر (انگلیسی: Catherine Skinner؛ زادهٔ ۱۱ فوریهٔ ۱۹۹۰) تیرانداز اهل استرالیا است.
وی در مسابقات کشوری و بین‌المللی در مجموع برندهٔ ۲ مدال طلا، ۱ مدال نقره، ۲ مدال برنز شده‌است.